# Rečka
Rečka (kyrillisch Речка) ist ein Dorf in der Opština Negotin und im Bezirk Bor und somit im Osten Serbiens.

## Geschichte und Namen
Das erste Mal wird das Dorf im 16. Jahrhundert als die zwei Dörfer Gojana und Rečka erwähnt. Im Laufe der Jahrhunderte wuchsen die beiden Dörfer zusammen und bildeten das Dorf Rečka. 1901 wurde im Dorf die orthodoxe Kirche der Hl. Apostel Peter und Paul erbaut.

## Einwohner
Die Volkszählung 2002 (Eigennennung) ergab, dass 469 Menschen in der Kleinstadt leben. Davon waren:
|           | Anzahl | Prozent |
| Gesamt    | 469    | 100     |
| Serben    | 461    | 98,29   |
| Bulgaren  | 3      | 0,63    |
| Rumänen   | 2      | 0,41    |
| Slowenen  | 1      | 0,21    |
| Unbekannt | 2      | 0,42    |

Weitere Volkszählungen:
- 1948: 1.235
- 1953: 1.250
- 1961: 1.194
- 1971: 1.054
- 1981: 828
- 1991: 649